# Martin Waldseemüller
Martin Waldseemüller (v latinizované podobě Martinus Ilacomilus či Hylacomylus, 1470 – 16. března 1520,Saint-Dié-des-Vosges, Francie ) byl německý kartograf. Společně s Matthiasem Ringmannem je mu připisováno první známé použití názvu „Amerika“ pro označení Nového světa, a to ve Waldseemüllerově mapě (známá též jako Universalis Cosmographia), na počest objevitele Ameriga Vespucciho. Podle Richarda Čapka „jeho tvorba způsobila přesun vůdčího postavení kartografie do Německa“.

## Biografie
Waldseemüller se narodil v bádenském Wolfenweileru u Freiburgu, (jeho matka byla z Radolfzellu) a studoval na univerzitě ve Freiburgu.
Dne 25. dubna 1507, v době kdy pracoval v St. Deodatu (německy Sankt Diedel) ve vévodství lotrinském (dnes Saint-Dié-des-Vosges, Francie), vydal glóbus a velkou nástěnnou mapu světa (Universalis Cosmographia) složenou ze 12 dřevořezů, která byla vůbec první mapou, která zaznamenávala Nový svět jako „Ameriku“. Glóbus a nástěnná mapa byly doprovozeny knihou Cosmographiae Introductio, úvodem do kosmografie. Kniha obsahuje latinské překlady Quattuor Americi Vespuccij navigationes (Čtyři cesty Ameriga Vespucciho), což je zřejmě dopis psaný Amerigem Vespuccim. V knize je rovněž popsáno, proč byl použit název Amerika:

ab Americo Inventore …quasi Americi terram sive Americam (od objevitele Ameriga …jako by to byla země Amerigova, proto Amerika).

V roce 1513 Waldseemüller znovu přemýšlí o názvu kontinentu, pravděpodobně v důsledku tehdejších pochybností o Vespucciho roli při objevení a pojmenování Ameriky. Ve svém přepracování Ptolemaiova atlasu však již název „Amerika nepoužil“ a namísto toho je kontinent nazván jednoduše Terra incognita (neznámá země). I přes tuto revizi, již bylo od té doby vydáno 1000 kopií mapy světa a původní název „Amerika“ se ujal. Zatímco Severní Amerika se ještě po nějaký čas v dokumentech označovala jako Indie (Indies), nakonec došlo i v jejím případě k používání názvu „Amerika.“
Nástěnná mapa byla po dlouhou dobu ztracena, ale v roce 1901 nalezl její kopii Joseph Fischer na hradě Wolfegg v jižním Německu. Jedná se o jedinou známou dochovanou kopii, která byla v květnu 2003 zakoupena Kongresem Spojených států.